# Batalha de Ruspina
Batalha de Ruspina foi travada em 4 de janeiro de 46 a.C. na província romana da África, entre as forças republicanas e as forças leais a Júlio César. O exército republicano era comandado por Tito Labieno, um antigo aliado de César que desertou para o lado republicano no início da guerra civil.

## Prelúdio
Júlio César já havia derrotado Pompeu na Batalha de Farsalos (48 a.C.) e, no final do mesmo ano, o próprio Pompeu foi assassinado no Egito. César então viajou para o território da moderna Tunísia, na província da África, para lutar contra seu principal aliado e amigo, Tito Labieno.

## Batalha
Como as forças de Labieno eram substancialmente maiores que as de César, ele preferiu recuar até um terreno mais alto, atraindo Labieno para um local de sua escolha. A cavalaria númida começou a atiçar as tropas de César com projéteis, o que se mostrou uma tática muito efetiva, pois os legionários não podiam revidar. Os númidas simplesmente atiravam de uma distância segura e o faziam sem parar. A cavalaria de César tentou em vão, o tempo todo tentando não se ver cercada. As tropas de César enfrentaram uma carga da cavalaria pompeiana e da infantaria leve númida, que bombardeou os legionários com seus dardos. Os legionários de César revidaram com suas próprias lanças (pila), mas sem efeito prático. Finalmente, os legionários de César acabaram se embolando numa formação circular conhecida como "orbis".
Tito Labieno então cavalgou até a primeira fileira das tropas de César, chegando bem perto para provocar as tropas inimigas. Um veterano da X Equestris se aproximou de Labieno, que o reconheceu. O veterano atirou seu pilum no cavalo de Labieno e o matou, derrubando o general. "Isto vai te ensinar, Labieno, que um soldado da Décima está te atacando", gritou o veterano, envergonhando Labieno em frente de seus próprios homens, que começaram a entrar em pânico. Um aquilífero tentou fugir, mas César o agarrou, o virou de volta e gritou: "seu inimigo está para lá!"
César deu a ordem de que a linha deveria ser mantida o máximo possível e que uma em cada duas coortes deveria se virar, com seus estandartes voltados para trás. Os legionários atacaram e atiraram suas lanças, espalhando as tropas de Labieno. Eles perseguiram o inimigo por um tempo e começaram a marchar de volta para o acampamento. Porém, Marco Petreio e Cneu Calpúrnio Pisão apareceram com 1 600 cavaleiros númidas e uma grande quantidade de soldados, cercando os cesarianos, que formaram a tartaruga para se protegerem. Depois de quebrarem o cerco, ambos os exércitos gradativamente se retiraram para seus acampamentos.
A batalha foi sangrenta, com César perdendo quase um terço de suas forças. Ele iria enfrentar novamente os pompeianos na Batalha de Tapso, na qual finalmente conseguiria a vitória.